# コトカ国際空港
コトカ国際空港（コトゥーカこくさいくうこう、英: Kotoka International Airport）は、ガーナ共和国の首都アクラにある国際空港である。軍人エナミツ・エマヌエル・サジサジ・コトカを記念して命名された。

## アクセス
ガーナ中心部（オス）から車で20分。しかし渋滞が頻発するため、さらにかかる場合が多い。
タクシーで、オスから15セディほど（2015年8月現在）。
空港にはトロトロ（ミニバス）は乗り入れていないが、liberationロードまで歩けばバス停がある。

## 歴史
元々この空港は、第二次世界大戦中にイギリス空軍が使用していた軍用空港だった。戦後、文官当局に空港施設が引き渡された。1956年にクワメ・エンクルマ大統領によって、建物をターミナルビルに作り直す開発プロジェクトが開始された。このプロジェクトは1958年に完了し、かつての軍事基地が年間50万人の乗客を収容できる空港に改築された。この空港はもともとアクラ国際空港という名前だった。
アクラ国際空港は1969年に、民族解放評議会（NLC）のメンバーであったエマニュエル・クワシ・コトカ中将（1926年～1967年）を顕揚し、コトカ国際空港に改名された。コトカは、クーデター未遂事件の最中、現在は空港の広場となっている場所で殺害された。

## 就航航空会社と就航都市

### 国内線

#### ターミナル1
| 航空会社               | 就航地 |
| ---------------------- | --- |
| アフリカ・ワールド航空 | クマシ空港（クマシ）、タマレ空港（タマレ）、タコラディ空港（セコンディ・タコラディ）                                                 |
| パッションエアー       | クマシ空港（クマシ）、タコラディ空港（セコンディ・タコラディ）、タマレ空港（タマレ）、スンヤニ空港（スンヤニ）、ワ空港（ワ (ガーナ)) |

### 国際線

#### ターミナル2
| 航空会社                     | 就航地 |
| ---------------------------- | --- |
| アフリカ・ワールド航空       | ムルタラ・モハンマド国際空港（ラゴス）、ンナムディ・アジキウェ国際空港（アブジャ）                                                                           |
| エール・ブルキナ             | ワガドゥグー空港（ワガドゥグー）、 フェリックス・ウフェ＝ボワニ国際空港（アビジャン）                                                                        |
| エール・コートジボワール     | フェリックス・ウフェ＝ボワニ国際空港（アビジャン） |
| エア・ピース                 | ムルタラ・モハンマド国際空港（ラゴス）、モンロビア・ロバーツ国際空港（モンロビア）                                                                           |
| ASKY航空                     | ロメ空港（ロメ）、モンロビア・ロバーツ国際空港（モンロビア）、ルンギ国際空港（フリータウン）、バンジュール国際空港（バンジュール）                           |
| エジプト航空                 | カイロ国際空港（カイロ） |
| エチオピア航空               | ボレ国際空港（アディスアベバ） |
| アイボム・エア               | ムルタラ・モハンマド国際空港（ラゴス） |
| ケニア航空                   | モンロビア・ロバーツ国際空港（モンロビア）、ブレーズ・ジャーニュ国際空港（ダカール）、ルンギ国際空港（フリータウン）、ジョモ・ケニヤッタ国際空港（ナイロビ） |
| ミドル・イースト航空         | ラフィク・ハリリ国際空港（ベイルート） |
| ロイヤル・エア・モロッコ     | ムハンマド5世国際空港（カサブランカ） |
| ルワンダ航空                 | キガリ国際空港（キガリ） |
| 南アフリカ航空               | O・R・タンボ国際空港（ヨハネスブルグ）、フェリックス・ウフェ＝ボワニ国際空港（アビジャン）                                                                   |
| エミレーツ航空               | ドバイ国際空港（ドバイ）、フェリックス・ウフェ＝ボワニ国際空港（アビジャン）                                                                                 |
| カタール航空                 | ドーハ国際空港（ドーハ） |
| ターキッシュ エアラインズ    | イスタンブール空港（イスタンブール） |
| ブリティッシュ・エアウェイズ | ロンドン・ヒースロー空港（ロンドン）、ロンドン・ガトウィック空港（ロンドン）                                                                                 |
| KLMオランダ航空              | アムステルダム・スキポール空港（アムステルダム） |
| エールフランス               | パリ＝シャルル・ド・ゴール空港（パリ） |
| ブリュッセル航空             | ブリュッセル空港（ブリュッセル） |
| TAP ポルトガル航空           | ポルテラ空港（リスボン）、サントメ国際空港（サントメ） |
| デルタ航空                   | ジョン・F・ケネディ国際空港（ニューヨーク） |
| ユナイテッド航空             | ワシントン・ダレス国際空港（ワシントンD.C.） |

### 貨物航空
| 航空会社                                  | 就航地 |
| ----------------------------------------- | --- |
| エア・ガーナ                              | ムルタラ・モハンマド国際空港（ラゴス）、フェリックス・ウフェ＝ボワニ国際空港（アビジャン）                                                                                         |
| アライド・エア                            | ムルタラ・モハンマド国際空港（ラゴス）、ロメ空港（ロメ）、フェリックス・ウフェ＝ボワニ国際空港（アビジャン）、リエージュ空港（リエージュ）                                         |
| DHLアビエーション （※ソレンタ航空が運航） | ムルタラ・モハンマド国際空港（ラゴス）、カジェフォウン空港（コトヌー） |
| エチオピア航空カーゴ                      | ボレ国際空港（アジスアベバ）、武漢天河国際空港（武漢）、グアルーリョス国際空港（サンパウロ）、アルトゥーロ・メリノ・ベニテス国際空港（サンティアゴ）、リエージュ空港（リエージュ） |
| エミレーツ航空カーゴ                      | アール・マクトゥーム国際空港（ドバイ）、グアルーリョス国際空港（サンパウロ）、マリスカル・スクレ国際空港（キト）                                                                   |
| ターキッシュ エアラインズ・カーゴ         | アタテュルク国際空港（イスタンブール）、ムルタラ・モハンマド国際空港（ラゴス） |

## 近隣の情報
中規模のショッピングモールの「マリーナモール」が空港から歩いていける距離にある。